# 230. Infanterie-Division (Wehrmacht)
Die 230. Infanterie-Division der Wehrmacht war eine deutsche Infanteriedivision im Zweiten Weltkrieg.

## Divisionsgeschichte
Die Division wurde am 15. April 1942 aus dem Küstenschutzverband Alta, welcher erst seit dem 11. April 1942 bestand und aus dem seit 12. Februar 1942 im Wehrkreis IV aufgestellten Festungskommandanten Tromsö hervorgegangen war, in Norwegen durch den Wehrkreis IV mit Hauptquartier in Dresden aufgestellt. Die Aufgabe der Division bestand darin, die unterschiedlichen Einheiten der in Norwegen eingesetzten Küstenbefestigungenstruppen zu kontrollieren. Einsatzgebiet blieb über das Bestehen der Division die Region um Alta. Von Mai 1942 bis November 1944 war die Division dem LXXI. Armeekorps, bis Januar 1944 bei der Armee Norwegen und dann bei der 20. Gebirgs-Armee. Im Dezember 1944 ging die Division mit der 20. Gebirgs-Armee zum XXXVI. Armeekorps. Ab Januar 1945 war die Division der Armeeabteilung Narvik zugeordnet.
Am 4. Mai 1943 wurde die Division dem Wehrkreis VIII zugeordnet und das Hauptquartier ging nach Teschen. Ein erneuter Wechsel des Standortes erfolgte am 18. April 1944, wobei nun Lauban Hauptquartierstandort wurde.
Bis Kriegsende war die Division in Nordnorwegen eingesetzt. Am 9. Mai 1945 ergaben sich dort die Angehörigen der Division und gingen in Kriegsgefangenschaft.

## Gliederung 1942
- Grenadier-Regiment 349 mit I. bis III. von der 181. Infanterie-Division
- Festungs-Grenadier-Regiment 859 aus dem Regimentsstab Lakselv und den Festungs-Bataillonen 651 bis 653 und 659
- Artillerie-Abteilung 930
- Panzerjagd-Kompanie 930 aus 2./99. Infanterie-Division
- Pionier-Kompanie 930 aus Teilen der Pionier-Kompanie 702 und bereits am 2. August 1943 zum Bataillon ergänzt
- Nachrichten-Kompanie 930 aus Teilen der Pionier-Kompanie 702
- Divisionseinheiten 930

## Kommandeure
- Generalmajor Otto Schönherr Edler von Schönleiten: von der Aufstellung bis 10. Oktober 1942
- Generalmajor/Generalleutnant Konrad Menkel: vom 10. Oktober 1042 bis 10. Januar 1944
- Generalleutnant Albrecht Baier: vom 10. Januar 1944 bis 20. Februar 1944
- Generalleutnant Konrad Menkel: vom 20. Februar 1944 bis 1. Oktober 1944
- Generalmajor Bernhard Pampel: vom 1. Oktober 1944 bis Kriegsende